# 서울특별시도시기반시설본부
서울특별시도시기반시설본부(서울特別市都市基盤建設本部)는 각종 공사의 시공 및 도시철도사업의 공공성과 전문성 확보를 분장하는 서울특별시청의 사업소이다. 본부장은 지방관리관 또는 지방이사관으로 보한다.

## 설치 근거 및 소관 사무

### 설치 근거
- 「서울특별시 행정기구 설치조례」 제50조제1항[2]

### 소관 사무
- 도로·교량·치수시설·하수시설의 공사에 관한 사항
- 건축, 조경, 그 밖에 시장이 명하는 공사에 관한 사항
- 각종 건설공사의 기계·전기 및 설비공사의 설계 및 시공에 관한 사항
- 도시철도건설공사 기본설계·실시설계
- 도시철도건설의 민자유치 계획 수립
- 도시철도건설을 위한 토목·궤도공사, 전기설비, 신호설비, 차량설비 등 각종 공사의 계획 수립 및 시공 감독
- 그 밖에 도시철도건설에 관한 사항

## 연혁
- 1969년 2월 18일: 중기관리사업소 설치.[3]
- 1978년 5월 30일: 건설자재사업소 설치.[4]
- 1980년 8월 8일: 농수산물종합도매시장건설사업소 설치.[5]
- 1981년 11월 9일: 종합건설본부를 설치하고 중기관리사업소, 건설자재사업소를 소속기관으로 편입. 농수산물종합도매시장건설사업소 폐지.[6]
- 1984년 10월 2일: 중기관리사업소 폐지.[7]
- 1991년 7월 6일: 건설자재사업소 폐지.[8]
- 1994년 12월 1일: 도시시설안전관리본부 설치.[9]
- 1996년 1월 15일: 도시시설안전관리본부와 종합건설본부를 건설안전관리본부로 통합.[10]
- 2003년 1월 10일: 건설안전본부로 개편.[11]
- 2008년 1월 1일: 도시기반시설본부로 개편.[12]

## 조직

### 본부장
| 시설국 - 안전관리과 - 건설총괄부 - 기획예산과 - 서무과 - 경리과 - 건설정보관리과 - 대금시스템과 - 토목부 - 토목총괄과 - 광역도로과 - 터널건설과 - 교량건설과 - 토목설계과 - 도시고속도로과 - 건축부 - 건축총괄과 - 의료시설과 - 문화시설과 - 환경시설과 - 복지시설과 - 건축관리과 - 건축설계과 - 설비부 - 열빛총괄과 - 환경설비과 - 건축설비과 - 녹색성장과 - 시책사업과 - 방재시설부 - 방재시설과 - 치수시설과 - 환경시설과 - 조경시설과 - 공원시설과 | 도시철도국 - 도시철도계획부 - 계획과 - 도시철도설계과 - 경전철설계과 - 경전철관리과 - 영동대로복합개발과 - 도시철도사업부 - 공정관리과 - 경전철제1과 - 경전철제2과 - 신교통제1과 - 신교통제2과 - 도시철도토목부 - 토목제1과 - 토목제2과 - 토목제3과 - 궤도과 - 도시철도건축부 - 건축계획과 - 건축공사과 - 공사지원과 - 도시철도설비부 - 송변전과 - 시설전기과 - 차량과 - 설비계획과 - 설비공사과 - 정보통신과 - 신호과 |